# Шамхорська битва
Шамхорська битва — битва російсько-перської війни 1826—1828 років, яка відбулась 15 вересня 1826 року поблизу міста Шамхор.

## Передумови
У червні 1826 року 40-тисячна частина перської армії під командуванням принца Аббас-Мірзи обложила Шушу — опорний пункт російських військ на дорозі Тифліс-Тебриз. Інша частина війська чисельністю 20 000 чоловік розпочала наступ на Тифліс. Авангард перської армії чисельністю 10 000 чоловік на початку серпня зайняв Шамхор.
Командувач російською армією генерал О. П. Єрмолов, який мав у своєму розпорядженні 12 000 регулярних військ і 2 000 грузинського та азербайджанського кінного ополчення, вирішив розбити сили, які наступали на Тифліс, щоб зняти облогу з Шуші, після чого розгромити основні сили персів у польовій битві.

## Хід битви
15 вересня загін російської армії під командуванням генерала В. Г. Мадатова (4 300 регулярних військ та 2 000 ополчення) виступив з Тифлісу та у зустрічному бою біля Шамхора розбив перський авангард. Перси відступили на правий берег річки Шамхорчай, де укріпились їх основні сили.
Бойовий порядок перських військ був вишикуваний у формі пісмісяця, вигнутого у сторону противника. В центрі розташовувалась піхота (сарбази), а на флангах — нерегулярна кіннота (гулями). Позаду розташовувались гармати та фальконети.
Мадатов, незважаючи на перевагу противника, з ходу атакував його позиції. За підтримки артилерії кіннота зав'язала бій на флангах, а піхота у штиковій атаці прорвала центр персів. Атака кінних ополченців завершила розгром персів.

## Наслідки
Перська армія втратила 2 000 чоловік убитими, російська армія — всього 27 чоловік.
Поразка персів у Шамхорській битві змусила їх зняти облогу Шуші.